# Cereus mortensenii
Cereus mortensenii es una especie de planta suculenta perteneciente al género Cereus, dentro de la familia Cactaceae. Es endémica del noroeste de Venezuela. 

## Descripción
Cereus mortensenii es una especie de cactus que crece en forma de árbol, está muy ramificado y alcanza alturas de hasta 8 m. A menudo desarrolla un tronco bien formado, los tallos son cilíndricos y aunque inicialmente son azulados, con la edad se vuelven azul verdosos. Tienen un diámetro de hasta 8 cm y presentan 9 costillas afiladas. 
Las areolas en su mayoría son lanudas y las situadas cerca de las puntas de los tallos forman pelos. Tienen de 1 a 2 espinas centrales fuertes de color amarillento a gris y alcanzan una longitud de 3 a 4 cm. También hay de 5 a 7 espinas marginales delgadas y puntiagudas de color marrón a gris y miden de 1 a 1,5 cm de largo. Además, en la parte superior del brote se forma una estructura lanosa opseudocefalio claramente pronunciado.
Las flores son de color blanco cremoso y nocturnas. Miden hasta 6 cm de largo y hasta 3,5 cm de diámetro. Los frutos son esféricos y deprimidos, y se caracterizan por tener restos de floración adheridos.

## Distribución y hábitat
El área de distribución nativa de esta especie es el noroeste de Venezuela y crece principalmente en el bioma tropical estacionalmente seco.

## Taxonomía
La primera descripción de esta especie fue como Pilocereus mortensenii, publicada en 1950 por el botánico franco-italiano Léon Camille Marius Croizat en el libro Noved. Ci., Ser. Bot. 1: 3.
Más tarde, los botánicos británicos David Richard Hunt y Nigel Paul Taylor trasladaron la especie al género Cereus, por lo que pasó a llamarse Cereus mortensenii. Registraron estos cambios en la revista científica Bradleya 9: 85, publicada en 1991.
Etimología
- Cereus: nombre genérico que deriva del término latíno cereus (que se traduce como 'vela' o 'cirio'), haciendo alusión a su forma alargada perfectamente recta.[5]
- mortensenii: epíteto específico otorgado en honor a Russell H. Mortensen.[6]

## Estado de conservación
En la Lista Roja de Especies Amenazadas de la UICN, la especie está clasificada como “Casi Amenazado (NT)”.

## Usos
Se cultiva principalmente como planta ornamental y su propagación se realiza a través de esquejes o semillas.